# Jindřich Rezek
Jindřich Rezek (31. ledna 1884, Karlín - 14. srpna 1940) byl český fotbalista, útočník a záložník.

## Fotbalová kariéra
V předligové éře hrál za AC Sparta Praha (1899–1903 a 1904–1912) a za AFK Karlín (1903–1904). Vítěz Poháru dobročinnosti 1909. V roce 1906 nastoupil v 1 reprezentačním utkání. Dlouholetý kapitán Sparty a její věrný člen i v nejtěžších chvílích historie klubu.